# Shetlandi póni
A shetlandi póni vagy Shetland-póni Európa egyik legősibb lófajtája, a Shetland-szigetekről származik. A szigeteken a Golf-áram teremtette óceáni klíma van, viszont a talaj köves, a növényzet nagyon szegényes a klíma zord. A shetlandi póni típusát ezek a természeti körülmények formálták, és így egy egyedi jellegzetességekkel bíró fajta alakult ki.

## Története
Feltételezik, hogy a szigetekre az ember közvetítésével kerültek be a lovak és nagyon valószínű, hogy a shetlandi pónik az Észak-Skóciában élő törpenövésű póniktól származnak. Az biztosnak vehető, hogy a normannok előtti időben a szigeteken a lovak már előfordultak.
Kezdetben a póniknak a szigetvilágon túl nem volt jelentősége. Az 1800-as évek elejéig a vadlovak módjára szaporodtak, majd ezt követően indult meg tervszerű tenyésztésük.
Az első „Shetland Pony Stud Book Society” 1890-ben jelent meg. Tenyésztő szervezete a The Shetland Pony Stud Book Society (Shetland House, Scotland 22 York Place, Perth PHZ8EH). Nálunk a Póni és Kislótenyésztők Országos Egyesülete a fajta fenntartója. Szinte minden országban van elismert tenyésztő szervezete.

## Jellemzői

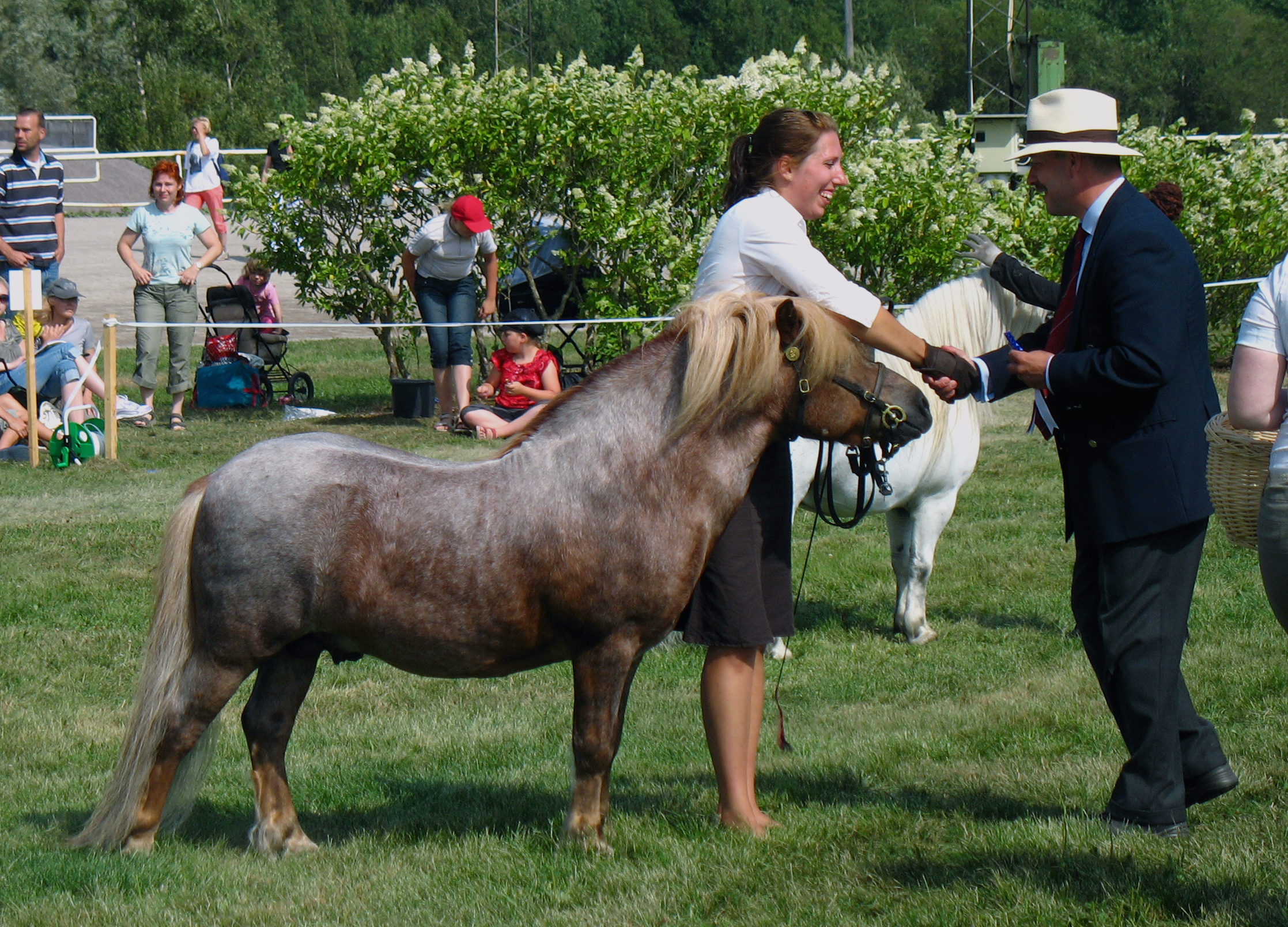

Összbenyomás alapján a shetlandi póninak két típusát különítjük el. Az eredeti típus a George Vane-Tempest, Londonderry 5. márkija által 1870-1873 között alapított ménesből származó pónik képezik számos fajtatiszta tenyészet alapját a világon. Ez a shetlandi póni változat jellegét figyelembe véve a hidegvérű lóhoz áll közel. Testfelépítésében kifejezetten digesztívusz anyagcsere típusú.
Mély és széles törzs, igen öblös mellkasméret, nagyon terjedelmes far, jól záródó testfelépítés jellemző rá. A másik típus minden jellegében könnyebb, kisebb szárkörméretet mutató, úgynevezett sport típusú shetlandi póni. A shetlandi póninak kicsi, jól formázott, arányos feje van, amelyik a születést követően kifejezetten csukafejet mutat. Idős állaton sem lehet burkolt. Homloka széles, a fején apró füleket hord. Szemei nagyok, barátságosak, okosságot és élénk temperamentumot árulnak el.
Nyaka középhosszú, középmagasan, vagy alacsonyan illesztett. Marja a rárakodó izom- és kötőszövettől alacsonynak látszik. Háta, ágyéka rövid, ennek megfelelően nagyon erős. Fara jól izmolt, nagy terjedelmű, teljesítmény centrikusságát mutatja a fajtának.
A pónik alapját a lábak képezik. A szabályos állású mellső lábak, az izmos felkar széles lábtő, száraz rövid szár a shetlandi póninál is természetesen megkívánható küllemi tulajdonságok. A hátsó lábakra a szabályosságon túl jellemző az izmos konc, a széles jól képzett csánk, száraz, tiszta hátulsó szár.
A shetlandi póni ismertető jegyei, közé tartózik a rendkívül dús sörény-, üstök- és farokszőrzet. A fedőszőrök nyáron aprók és simák, télen sűrűn tömöttek és igencsak hosszúak. (Shetland néven Amerikában is tenyésztenek egy pónifajtát, amelyre a küllemi leírások érvénytelenek).

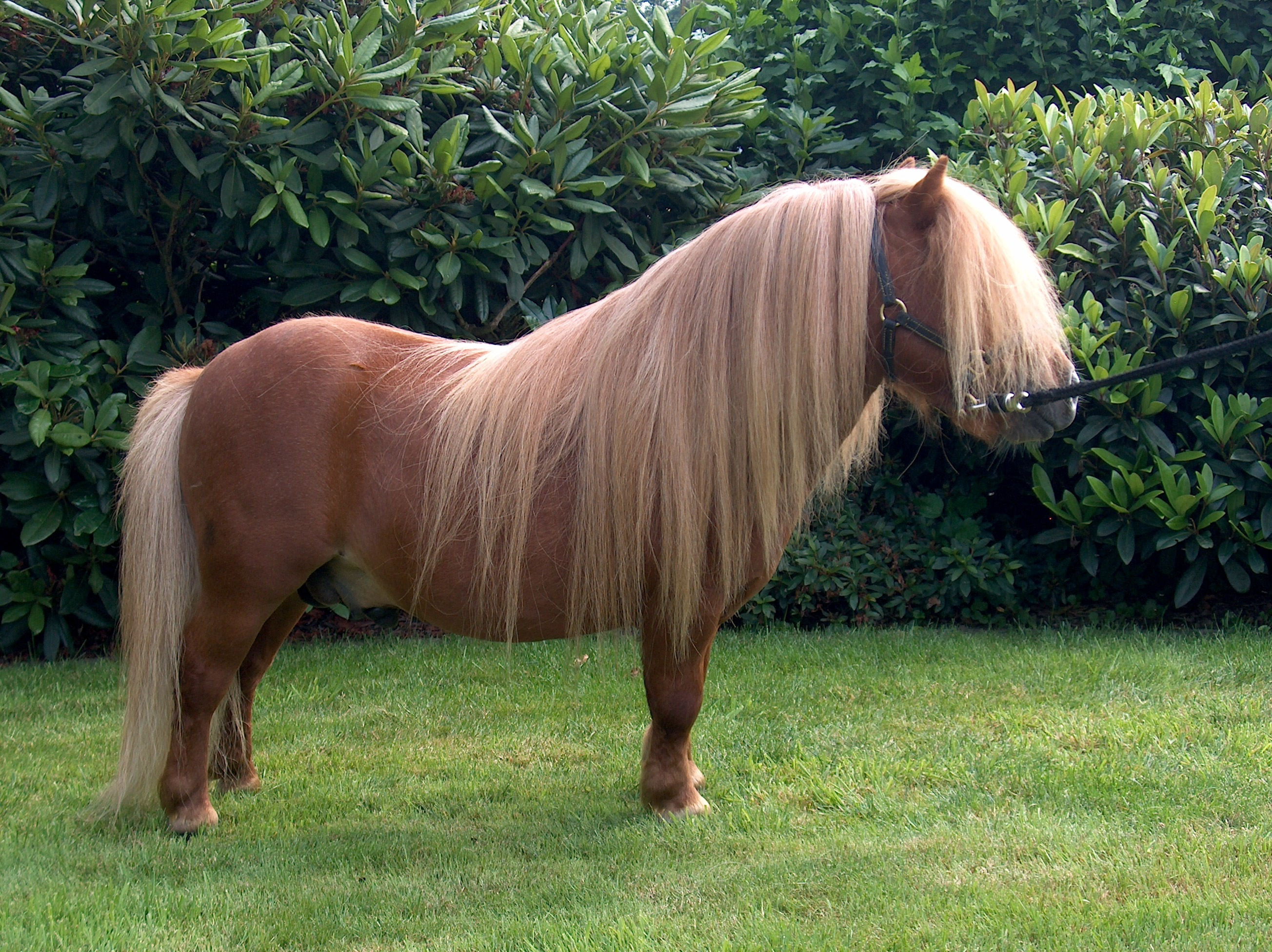

### Méretei
Méretei szerint ismételten két típusát különböztetjük meg a shetlandi póninak.
Az amerikai Shetland-póni („B” csoport)  és az angol Shetland-póni („A” csoport). 

#### Az „A” csoport jellemző méretei
- Bottal mért marmagassága: 87-107 centiméter
- Szalaggal mért marmagassága: 92-112 centiméter
- Övméret: 135-155 centiméter
- Szárkörméret: 14-15 centiméter

#### A „B” csoport jellemző méretei
- Bottal mért marmagassága: 86 centiméter alatt
- Övméret: 110-130 centiméter
- Szárkörméret: 10-13 centiméter

### Színe
A shetlandi póni minden színben megengedett. A leggyakoribb ősi szín a fekete, lehetőleg jegytelen formában, de sok a szürke, a pej, a sötétpej. Tenyésztik fakó színben, sárgában, tarkában, de megtalálható párductarkában is, de ez nem tartozik az eredeti változathoz.

### Értékmérő tulajdonságai
A 19. század második felétől nagy számban kerültek Anglia bányáiba, ahol alacsony marmagasságukra tekintettel szívesen alkalmazták bányalovaknak. Egyes becslések szerint a tárnákban évente 5000 kilométert utat tettek meg. Fáradhatatlan fogatló, testtömegéhez viszonyítva feltűnő vonóerejű.
A Shetland-szigeteken kevés a jól kiépített úthálózat ezért a fajta egyedeit főként hátas és málhahordó állatként hasznosították. Felépítésüknél fogva a Shetland-pónik biztos járású hegyi lovak a meredek hegyoldalakon. Nagy teherbírásúak, ezért málháslóként szívesen alkalmazzák őket, bátran és biztonságosan átkelnek a szakadékokon testsúlyuk akár 50%-ával is.
Kisgyermekek ideális első lova, körülbelül 8 éves korig. Méretei és jóindulatú természete miatt a gyermek játszótársa lehet, aki megtanulja mellette a lóval való bánást. A gyermek ülésbiztonságot szerez a shetlandi póni hátán, képessé válhat egy későbbi, felnőttebb lovas passzióra. Hosszú élettartalmú ló, akár 30-35 évig is elélhet. Betegségekkel szemben nagy ellenálló képessége van, gyorsan regenerálódik, a takarmányozással tartással kapcsolatban mérsékelt igényű.
A shetlandi póninál időnként tapasztalt használatbeli problémák soha sem genetikai eredetű, hanem a munkáltatás és a takarmányozás ellentmondásainak következménye.

### Elterjedtsége, állománynagysága
A 20. századra a Shetland-póni világszerte elterjedt, állománya a több tízezres nagyságot is eléri. Anglián kívül jelentős Shetland-póni tenyésztő ország még Hollandia, Németország, Ausztria. Magyarországon is népszerű fajta.

## Hasznosítása
A 19. században a Shetland-pónit csillevonóként alkalmazták a szénbányákban. Az e célra kitenyésztett pónik feje nagy, meglehetősen csúf formájú volt. Mivel a bányákban ma már nincs rájuk szükség, ez a formai jellegzetesség a tenyésztés során egyre inkább visszafejlődött. Ma már a sziget lakói alkalmazzák földjeiken teherhordó és igavonó állatként, főleg azért, mert testsúlyának akár 50%-át is képes szállítani. Újabban ügetőversenyeken is szerepeltetik, valamint hobbilóként is bevált, mivel a kisgyermekekhez barátságos.

## Képek
|  |  |  |